# Флора Пастор
Флора Пастор (угор. Flóra Pásztor; нар. 30 червня 1998 року, Будапешт, Угорщина) — угорська фехтувальниця на рапірах, призерка чемпіонатів Європи та Європейських ігор.

## Виступи на Олімпіадах
| Олімпіада  | Дисципліна           | Місце |
| ---------- | -------------------- | ----- |
| Токіо 2020 | індивідуальна рапіра | 32    |
| Токіо 2020 | командна рапіра      | 7     |
| Париж 2024 | індивідуальна рапіра | 8     |